# Daniel Srb
Daniel Srb (23. studenoga 1964.), hrvatski političar i bivši predsjednik Hrvatske stranke prava. Između 2009. i 2011. bio je zastupnik u Saboru kao zamjenik Ante Đapića.

## Životopis
Rođen je 23. studenog 1964. u Osijeku. Diplomirao je na Fakultetu strojarstva i brodogradnje u Zagrebu. Bio je nastavnik u EMŠC-u u Osijeku 1991., a potom radi u KBC-u Osijek. Aktivno se bavi politikom od 1990-ih, kao član HSP-a, obnašajući niz stranačkih dužnosti te gradskih i županijskih u Osijeku. Sudjelovao je i u Domovinskom ratu i odlikovan je Spomenicom domovinskog rata. Od 2005. profesionalno je angažiran u politici, osim što 2007. – 2008. radi u DS Consultingu d. o. o., a od 2009. je saborski zastupnik.
Sedam puta bio je hrvatski prvak u veslanju. Predsjednik je Veslačkoga kluba „Iktus“ Osijek. Oženjen je i otac troje djece.

## Političko djelovanje
U HSP-u je obnašao različite dužnosti (predsjednik osječke podružnice, predsjednik Županijskog vijeća HSP-a Osječko-baranjske županije, član Glavnog stana HSP-a, dopredsjednik HSP-a), a na 7. općem saboru HSP-a 7. studenoga 2009. izabran je za predsjednika stranke.
Od 1997. do 2005. bio je vijećnik u osječkom Gradskom vijeću, 2005. predsjednik Skupštine Osječko-baranjske županije, od 2005. do 2007. zamjenik osječko-baranjskog župana, a od 2009. zastupnik u Hrvatskom saboru.
Srbu je glavni zadatak kao predsjednika HSP-a bio uklanjanje lošeg ugleda stranke kojeg joj je dao bivši predsjednik Anto Đapić. Srb je poznat po euroskepticizmu, jer njegova je stranka jedina u Saboru koja zagovara prekid pregovora oko ulasku u EU. Osudu Ante Gotovine i Mladena Markača opisao je kao političku.
Tijekom jednog intervjua izjavio je da članovi HSP-a nikada neće prihvatiti politiku koja "jača utjecaj Republike Srpske i Republike Srbije na Bosnu i Hercegovinu jer je to dugoročno, iznimno štetno i po Hrvatsku i po Hrvate u Bosni i Hercegovini."
1. veljače 2014. za predsjednika HSP-a potvrđen je Daniel Srb, na mandat od 4 godine.

## Zanimljivosti
Za sebe kaže da nije mason, iako je član Rotary kluba koji se često povezuju s masonima. Svoje članstvo u Rotary klubu obrazlaže pozivajući se na papu Franju, koji je isto rotarijanac.

## Vanjska poveznica
- Biografija na službenoj stranici HSP-a  Arhivirana inačica izvorne stranice od 15. svibnja 2014. (Wayback Machine)
- Intervju: Daniel Srb  Arhivirana inačica izvorne stranice od 29. svibnja 2014. (Wayback Machine) (službena stranica HSP, preuzeto 28.05.2014.)
- Srbova podstranica na mrežnoj stranici Hrvatskog sabora